# Władysław Grela
Władysław Grela (ur. 26 stycznia 1897 w Dzietrzkowicach, zm. wiosną 1940 w Charkowie) – legionista, porucznik piechoty rezerwy Wojska Polskiego i aspirant Policji Państwowej, kawaler Orderu Virtuti Militari, ofiara zbrodni katyńskiej.

## Życiorys
Syn Franciszka i Barbary z Dudkowskich urodzony 26 stycznia 1897 w Dzietrzkowicach, w powiecie wieluńskim . Jako uczeń 6 klasy Siedmioklasowej Szkoły Handlowej w Wieluniu przerwał naukę i wraz z innymi kolegami 23 marca 1915 roku  wstąpił do Legionów Polskich. Przydzielony do 5 pułku piechoty Legionów Polskich. 23 czerwca 1916 pod Gruziatynem został ranny.
W 1918 roku wstąpił na ochotnika Wojska Polskiego, początkowo służył w 3 pp Legionów, a następnie przydzielony do 9 pułku piechoty Legionów, w którego szeregach walczył w wojnie polsko-bolszewickiej. W 1919 i 1920 był dwukrotnie ranny, pod Plusami i nad rz. Berezyną.
W 1921 ukończył kurs Szkoły Podchorążych, a następnie został przeniesiony do rezerwy. 8 stycznia 1924 został zatwierdzony w stopniu podporucznika ze starszeństwem z 1 czerwca 1919 i 440. lokatą w korpusie oficerów rezerwy piechoty. Posiadał wówczas przydział w rezerwie do 27 Pułku Piechoty w Częstochowie.
W 1922 wstąpił do Policji Państwowej. W 1933 posiadał stopień starszego przodownika. Później awansował na aspiranta. W 1939 pełnił funkcję kierownika Wydziału Śledczego PP w Brzeżanach. W 1937 odbył ćwiczenia rezerwy w Centrum Wyszkolenia Żandarmerii w Grudziądzu. Na stopień porucznika został mianowany ze starszeństwem z 19 marca 1939 i 13. lokatą w korpusie oficerów rezerwy piechoty.
W czasie mobilizacji powołany do wojska, walczył w wojnie obronnej 1939. Po agresji ZSRR na Polskę w nieznanych okolicznościach dostał się do niewoli sowieckiej. Przebywał w obozie w Starobielsku. Wiosną 1940 został zamordowany przez funkcjonariuszy NKWD w Charkowie i pogrzebany potajemnie w bezimiennej mogile zbiorowej w Piatichatkach, gdzie od 17 czerwca 2000 mieści się oficjalnie Cmentarz Ofiar Totalitaryzmu w Charkowie. Figuruje na Liście Starobielskiej NKWD pod poz. 817.
4 października 2007 Minister Spraw Wewnętrznych i Administracji Władysław Stasiak mianował go pośmiertnie na stopień podkomisarza Policji Państwowej, natomiast 5 października 2007 Minister Obrony Narodowej awansował go pośmiertnie do stopnia kapitana. Awanse zostały ogłoszone 9 i 10 listopada 2007 w Warszawie, w trakcie uroczystości „Katyń Pamiętamy – Uczcijmy Pamięć Bohaterów”.

## Ordery i odznaczenia
- Krzyż Srebrny Orderu Wojskowego Virtuti Militari nr 188 – 17 maja 1921[18]
- Krzyż Niepodległości – 16 marca 1933 „za pracę w dziele odzyskania niepodległości”[7]